# Hands Clean
Hands Clean — перший сингл Аланіс Моріссетт з альбому 2002 року Under Rug Swept. Сингл вийшов 4 лютого 2002 року.

## Трек-ліст
Australian CD 1 / UK CD 1
1. «Hands Clean» (Album Version) — 4:29
2. «Fear of Bliss» (Non LP Track) — 4:36
3. «Sister Blister» (Non LP Track) — 4:10

UK CD 2
1. «Hands Clean» — 4:29
2. «Unprodigal Daughter» — 4:09
3. «Symptoms» — 4:15

EU Maxi Single
1. «Hands Clean» — 4:29
2. «Awakening Americans» — 4:25
3. «Unprodigal Daughter» — 4:09
4. «Symptoms» — 4:15

US CD Single
1. «Hands Clean» — 4:29
2. «Awakening Americans» — 4:25
3. «Symptoms» — 4:15

## Позиції в чартах
| Чарт (2002)                            | Найвища позиція |
| -------------------------------------- | --------------- |
| Австралія                              | 9               |
| Австрія                                | 12              |
| Бельгія                                | 38              |
| Канада                                 | 1               |
| Італія                                 | 3               |
| Нідерланди                             | 15              |
| Нова Зеландія                          | 1               |
| Норвегія                               | 7               |
| Швеція                                 | 32              |
| Швейцарія                              | 5               |
| Велика Британія                        | 12              |
| U.S. Billboard Hot 100                 | 23              |
| U.S. Billboard Hot Adult Top 40 Tracks | 3               |